# Aphonoides simplex
Aphonoides simplex är en insektsart som beskrevs av Andrej Vasiljevitj Gorochov 2008. Aphonoides simplex ingår i släktet Aphonoides och familjen syrsor. Inga underarter finns listade i Catalogue of Life.